# صفريات
صفريات (باللاتينية: Ascaridida) رتبة تضم العديد من عائلات الديدان الأسطوانية ثلاثية الشفاه في نهايتها الأمامية.